# XLIX Esposizione internazionale d'arte di Venezia
La XLIX Esposizione internazionale d'arte di Venezia si tenne dal 10 giugno al 4 novembre 2001 con il titolo Platea dell'umanità, a significare una panoramica a tutto campo sull'arte contemporanea. La mostra è diretta per la seconda volta consecutiva dal curatore Harald Szeemann e alla rassegna collaborano tutti i settori, dalla musica al teatro, dal cinema alla danza.

## Organizzazione
La Biennale d'arte di Venezia del 2001 è presieduta da Paolo Baratta e curata da Harald Szeemann con l'assistenza di Cecilia Liveriero Lavelli.

## Artisti partecipanti
- 1100101110101101.org
- Sona Abgarian
- Bogdan Achimescu
- Regina Aguilar
- Chantal Akerman
- Sunday Jack Akpan
- Ana Laura Alaez
- Maria Thereza Alves
- Francis Alÿs
- Raffaello D´Andrea
- Tiong Ang
- Yervant Gianikian & Angela Ricci Lucchi
- Alexandru Antik
- Narine Aramian
- Arete
- Gustavo Artigas
- Atelier van Lieshout
- Mher Azatian
- Siarzuk Babareka
- Nora Badalian
- Waldo Balart
- Olimpiu Bandalac
- Sandor Bartha
- Lothar Baumgarten
- Tova Beck-Friedman
- Stefan Moritz Becker
- Samuel Beckett
- Vanessa Beecroft
- Matei Bejenaru
- Barbara Benish
- Mario Benjamin
- Marcel Berlanger
- Elena Berriolo
- Sebastian Bertalan
- Joseph Beuys
- Richard Billingham
- Tom Bills
- Dara Birnbaum
- Pierre Bismuth
- Julien Blaine
- Dionisio Blanco
- Ilmars Blumbergs
- Alighiero e Boetti
- Malgorzata Borek
- Willem Boshoff
- Botto & Bruno
- Monika Brandmeier
- Martin Bruch
- Tania Bruguera
- Roderick Buchanan
- Terry Buchholz
- Chris Burden
- Jorg Burkhard
- Hartmut Böhm
- Maria Magdalena Campos-Pons
- Mircea Cantor
- Janet Cardiff / George Bures Miller
- Rimer Cardillo
- Mimmo Catania
- Maurizio Cattelan
- Jose Antonio Cauja
- Loris Cecchini
- Christian Ceuppens
- René Chacon
- Shiv Chandrasekaran
- Chien-Chi Chang
- Yaacov Chefetz
- Olga Chernysheva
- Albert Chong
- Henning Christiansen
- Charlie Citron
- Papo Colo
- com & com
- Doris Contreras
- Vuk Cosic
- Cracking art Group
- Chris Cunningham
- Francois Curlet
- Gianni Curreli
- Jane Dalrymple-Hollo
- Calin Dan
- Michael Dans
- Uri De-Beer
- Max Dean
- Rita Degli Esposti
- Edith Dekindt
- Claudia DeMonte
- Agnes Denes
- Aoife Desmond
- Lucinda Devlin
- Rineke Dijkstra
- Godfried Donkor
- Uri Dotan
- Stan Douglas
- Juan Downey
- Peter Downsbrough
- Ruprecht Dreher
- Doris Drescher
- Esti Drori
- Jimmie Durham
- Eric Duyckaerts
- Barbara Dörffler
- Atom Egoyan
- Alfredo Eguiguren
- Abraham Eilat
- Leif Elggren
- Aziz Elhali
- Elmgreen & Dragset
- Leandro Erlich
- Patrick Everaert
- Jan Fabre
- Jens Fange
- Emilio Fantin
- Helmut Federle
- Dorit Feldman
- Rafa Fernandez
- Michel François
- Jacqueline Fraser
- Yukio Fujimoto
- Regina Jose Galindo
- Cristina Garcia Rodero
- Gideon Gechtman
- Jarg Geismar
- Gelitin
- Jean-Marie Gheerardijn
- Robert Gober
- Leon Golub
- Luis Gomez
- Luis Gonzalez Palma
- Adriana Gonzalez Brun
- Coco Gordon
- Eugenia Gortchakova
- Jungwook Grace Rim
- Paul Graham
- Lorrena Grant
- Veli Granö
- Teodor Graur
- Grönlund / Nisunen
- Antonio Guadalupe
- Andy Guhl
- Patrick Guns
- Jusuf Hadzifejzovic
- Viana Hagobian
- Hai Bo
- Siobhan Hapaska
- Yoshimi Hashimoto
- Naoya Hatakeyama
- Ersi Hatziargyrou
- Carl Michael von Hausswolff
- Jeppe Hein
- Marikke Heinz-Hoek
- Rachel Heller
- Federico Herrero
- Gary Hill
- Siu-Kee Ho
- Laura Horelli
- Ara Hovsepian
- Hamlet Hovsepian
- Roberto Huarcaya
- Pierre Huyghe
- Victor Hugo Irazabal
- Todd James
- Salleh Japar
- Zeljko Jerman
- Randy Jewart
- Cisco Jimenez
- Rob Johannesma
- Lyndal Jones
- Michael Joo
- Yishai Jusidman
- Liliana Kadichevski
- Viesturs Kairis
- Dani Karavan
- Tamar Karavan
- Andreas Karayan
- David Kareyan
- Marin Karmitz
- Uri Katzenstein
- Laszlo Kerekes
- Tigran Khachatrian
- Abbas Kiarostami
- Szabolcs Kisspal
- Adam Klimczak
- Julije Knifer
- Milan Knizak
- Job Koelewijn
- Koko Komegne
- Tamas Komoroczky
- Igor Kopystiansky
- Svetlana Kopystiansky
- Rachid Koraichi
- Jan Kotik
- Oleg Kulik
- Marko Laimre
- Antal Lakner
- Algis Lankelis
- Raul Lara
- Annika Larsson
- Matthieu Laurette
- Marko Lehanka
- Jouko Lehtola
- Chi-Wo Leung
- Vitaly Levchenya
- Les Levine
- Sol LeWitt
- Michael Lin
- Shu-Min Lin
- Jacques Lizene
- Ching Lo
- Ingeborg Lüscher
- Urs Lüthi
- Christiane Löhr
- Ivan Macha
- Brian Maguire
- David Malangi
- Calin Man
- Mark Manders
- Tuomo Manninen
- Margalit Mannor
- Simone Mansur
- Hovhannes Margarian
- Eva Marisaldi
- Jenny Marketou
- Vladimir Martek
- Viktor Marushchenko
- Tomasz Matuszak
- Eraldo Mauro
- Helen Mayer Harrison
- Barry McGee
- Ed McGowin
- Olga Melentiy
- Marisa Merz
- Chantal Michel
- Rune Mields
- Dan Mihaltianu
- Aernout Mik
- Ibrahim Miranda Ramos
- Tatev Mnatsakanian
- Priscilla Monge
- Hortensia Montenegro
- Jacopo Montovani
- Vladimir Montufar
- Robert Morgan
- Murat Morova
- Butch Morris
- Keith Morrison
- Joël Mpah Dooh
- Ron Mueck
- Vik Muniz
- Markus Mussinghoff
- Johan Muyle
- Norbert Möslang
- Masato Nakamura
- Deimantas Narkevicius
- Nikos Navridis
- Marco Neri
- Ernesto Neto
- Joshua Neustein
- Matthew Ngui
- Carsten Nicolai
- Olaf Nicolai
- Roberto Noboa
- Ann Noel
- Richard Nonas
- Sean O´Reilly
- Cathal O´searcaigh
- Manuel Ocampo
- Arnold Odermatt
- Ahmet Öktem
- Annee Olofsson
- Joao Onofre
- Nicolae Onucsan
- Dennis Oppenheim
- Angel Orensanz
- Tatsumi Orimoto
- Nadin Ospina
- Chrystal Ostermann Stumpf
- Tanja Ostojic
- Yigal Ozeri
- Laila Pakalnina
- Hugo Palma Ibarra
- Sergey Panich
- Ilias Papailiakis
- Alexandru Patatics
- Ellen Pau
- Milija Pavicevic
- Rafi Peled
- Joao Penalva
- Javier Perez
- Ricardo Perez Alcala
- Manfred Pernice
- Finnbogi Petursson
- Paul Pfeiffer
- Tadeusz Piechura
- John Pilson
- Benoit Plateus
- Tadej Pogacar
- Liza May Post
- Stephen Powers
- Guerdy Preval
- Lei-Lei qu
- Tamar Raban
- Michael Raedecker
- Alexandra Ranner
- Gheorghe Rasovszky
- Neo Rauch
- Valentin Rayevsky
- Heli Rekula
- Ursula Reuter Christiansen
- Gerhard Richter
- Peter Robinson
- Gerd Rohling
- Alexandr Roitburd
- Alessandra Rosas Fuentes
- Rostopasca Group
- Mimmo Rotella
- Claude Royet-Jounoud
- Carlos Runcie Tanaka
- Graciela Sacco
- Samuel Saghatelian
- Anri Sala
- Frank van der Salm
- Mariano Sanchez
- Charles Sandison
- Sarenco
- Julião Sarmento
- Umberto Sartory
- Arsen Savadov
- Gregor Schneider
- Barbara Schurz & Alexander Brener
- Berni Searle
- Zineb Sedira
- Pablo Seminario Ramirez
- Ene-Liis Semper
- Richard Serra
- Danny Shain
- Yehiel Shemi
- Sermin Sherif
- Liu Shih-fen
- Yinka Shonibare
- Laurel Shute
- Sergej Schutow
- Santiago Sierra
- Lars Siltberg
- Arthur Simms
- Harutyun Simonian
- Leonid Sokov
- Nedko Solakov
- Yuri Solomko
- Eliezer Sonnenschein
- Kim Sooja
- Nancy Spero
- Anton Starczewski
- Georgina Starr
- Do-Ho Suh
- Jovan Sumkovski
- Fiona Tan
- Lin Tan
- Leon Tarasewicz
- Jon Tarry
- Javier Téllez
- Alessandra Tesi
- Jaime-David Tischler
- Oleg Tistol
- Arpine Tokmajian
- Anders Tomren
- Niele Toroni
- Gavin Turk
- Richard Tuttle
- Luc Tuymans
- Cy Twombly
- Salla Tykkä
- Mike Tyler
- Keith Tyson
- Gaston Ugalde
- Jose-Miguel Ullan
- Aristides Urena Ramos
- Jurga Uzkurnyte
- Eulalia Valldosera
- Minnette Vari
- Suzann Victor
- Villacruz
- Bill Viola
- Not Vital
- Massimo Vitali
- Sorin Vreme
- David Wakstein
- Jeff Wall
- Magnus Wallin
- Mark Wallinger
- Wen-chi Wang
- Nick Waplington
- Marijke van Warmerdam
- Grace Weir
- Maaria Wirkkala
- Wurmkos
- Xu Zhen
- Lian Yang
- Juan Francisco Yoc Cotzajay
- Gusztav Üto
- Yu Xiao
- Vadim Zakharov
- Heimo Zobernig
- Edwin Zwakman

## Gli artisti invitati in ordine di nazione
- Albania: Anri Sala (1974);
- Austria: Josef Dabernig (1956); Helmut Federle (1944); Heimo Zobernig (1958);
- Belgio: Chantal Akerman (1950); Francis Alÿs (1959);
- Brasile: Ernesto Neto (1964);
- Bulgaria: Nedko Solakov (1957);
- Canada: Stan Douglas (1960); Jeff Wall (1946);
- Cina: Cina: Zhen Xu (1977);
- Corea del Sud: Corea del Sud: Do-Ho Suh;
- Costa Rica: Costa Rica: Regina Galindo; Federico Herrero; Priscilla Monge (1968); Jaime David Tischler (1960);
- Cuba: Cuba: Tania Bruguera (1968); Gilberto De La Nuez (1913);
- Egitto: Egitto: Atom Egoyan (1960);
- Estonia: Estonia: Ene-Liis Semper (1969);
- Etiopia: Etiopia: Engdaget Legesse (1971);
- Finlandia: Finlandia: Veli Granö (1960); Laura Horelli (1974); Heli Rekula (1963); Charles Sandison (1969); Salla Tykkä (1973); Maaria Wirkkala (1954);
- Francia: Francia: Marin Karmitz (1938);
- Germania: Germania: Joseph Beuys (1921-1986); Erich Bödeker (1904-1971); Marko Lehanka (1961); Carsten Nicolai (1965); Olaf Nicolai (1962); Manfred Pernice (1963); Neo Rauch (1960); Gerhard Richter (1932); Gerd Rohling (1947); Hans Schmitt (1912);
- Giappone: Giappone: Tatsumo Orimoto (1946);
- Regno Unito: Gran Bretagna: Richard Billingham (1970); Chris Cunningham (1970); Paul Graham (1956); Ron Mueck (1958); Georgina Starr (1962); Keith Tyson (1969); Nick Waplington (1965);
- Guatemala: Guatemala: Luis Gonzalez Palma (1957);
- Iran: Iran: Abbas Kiarostami (1940);
- Israele: Israele: Eliezer Sonnenschein (1967);
- Italia: Italia: Vanessa Beecroft (1969); Botto e Bruno (1963 e 1966); Maurizio Cattelan (1960); Cracking Art Group; Yervant Gianikian e Angela Ricci Lucchi (1942 e 1942); Eva Marisaldi (1966); Marisa Merz; Marco Neri (1968); Mimmo Rotella (1918); Marco Nereo Rotelli (1955); Sarenco (1945); Alessandra Tesi; Francesco Vezzoli (1971); Massimo Vitali (1944);
- Messico: Messico: Gustavo Atigas (1970); Yishai Jusidman (1963);
- Nigeria: Nigeria: Sunday Jack Akpan (1940);
- Russia: Russia: Vladimir Zacharov (1959);
- Portogallo: Portogallo: João Onofre (1976); Julião Sarmento;
- Senegal: Senegal: Seni Camara (1945);
- Sierra Leone: Sierra Leone: John Goba (1944);
- Slovenia: Slovenia: Tanja Ostojic (1972);
- Spagna: Spagna: Santiago Sierra (1966); Eulàlia Valldosera (1963);
- Stati Uniti: Stati Uniti: Emery Blagdon (1907-1986); Chris Burden (1946); Lucinda Devlin (1947); Gary Hill (1951); Susan Kleinberg; Jeff Koons (1955); David Lynch (1946); Paul Pfeiffer (1966); John Pilson (1968); Richard Serra (1939); «Street Market» (Barry MacGee,1966; Stephen Powers, 1966 e James Todd, 1969); Richard Tuttle (1941); Cy Twombly (1928); Bill Viola (1951);
- Sudafrica: Sudafrica: Tracey Rose (1974); Minnette Vári (1968);
- Svezia: Svezia: Lars Siltberg; Magnus Wallin (1965);
- Svizzera: Svizzera: Com & Com (1971 e 1969); Arnold Odermatt (1925); Niele Toroni (1937);
- Ucraina: Ucraina: Ilja e Emilia Kabakov; Viktor Maruschtschenko (1946); Alexander Roitburd (1961);
- Venezuela: Venezuela: Javier Te'llez (1969).
- Panama: Panama: ARISTIDES UREÑA RAMOS (1955).

## I padiglioni nazionali
- Argentina: Leandro Ehrlich e Graciela Sacco;
- Australia: Lyndal Jones;
- Austria: Gelatin e Granular=Synthesis;
- Belgio: Luc Tuymans;
- Canada: George Bures Miller e Janet Cardiff;
- Croazia: Julije Knifer; Danimarca: Henning Christiansen e Ursula Reuter Christiansen;
- Egitto: Mostafa Remzi;
- Estonia: Marko Laimre e Ene-Liis Semper;
- Finlandia: Tommi Grönlund e Petteri Nisunen;
- Francia: Pierre Huyghe; Germania: Gregor Schneider;
- Giamaica: Albert Chong, Keith Morrison e Arthur Simms;
- Giappone: Masato Nakamura, Naoya Hatekeyama e Yukio Fujimoto;
- Gran Bretagna: Mark Wallinger;
- Irlanda: Siobhan Hapaska e Grace Weir;
- Israele: Uri Katzenstein;
- Lettonia: Ilmars Blumbergs, Viesturs Kairiss e Laila Pakalnina;
- Lussemburgo: Doris Dreschr;
- Macedonia: Jovan Sciumkovski;
- Norvegia: Anders Tomren;
- Paesi Bassi: Liza May Post;
- Polonia: Leon Tarasewicz;
- Portogallo: Joao Penalva;
- Repubblica Ceca e Slovacchia: Ilona Ne'meth e Jiri Suruvka;
- Repubblica Federale di Jugoslavia Oleg Kulik e Milija Pavicevic;
- Singapore: Salleh Japar, Chen KeZhan, Matthew Ngui e Suzann Victor;
- Slovenia: Vuc Cosic, Marko Pfijhan e Tadfj Pogacar;
- Spagna: Anna Laura Aláez e Javier Pe'rez (sotto riserva);
- Svezia: Mikael Elggren e Carl Mikael von Hausswolff;
- Svizzera: Andy Gulh, Urs Lüthi e Norbert Moslang;
- Stati Uniti: Robert Gober;
- Ungheria: Tamas Komoroczky e Antal Lakner;
- Venezuela: Victor Hugo Irazabal
- Museo di Belle Arti di Taipei: Chien-Chi Chang, Michael Ming-Hung Lin, Shu-Min Lin, Shih-Fen Liu e Wen-Chih Wang.

## Giuria
- Ery Camara (Senegal) - presidente
- Carolyn Christov-Bakargiev (Stati Uniti)
- Manray Hsu (Taiwan)
- Hans Ulrich Obrist (Svizzera)
- Virginia Perez-Ratton (Costa Rica)

## Premi
I premi assegnati dalla giuria:
- Leone d'oro a un maestro d'arte contemporanea:
  - Richard Serra
  - Cy Twombly
- Premio speciale "La Biennale di Venezia":
  - Janet Cardiff e George Bures Miller (Canada)
  - Pierre Huyghe (Francia)
  - Marisa Merz (Italia)
- Menzione:
  - Yinka Shonibare
  - Tiong Ang
  - Samuel Beckett/Marin Karmitz
  - Juan Downey
- Leone d'oro per la miglior Partecipazione nazionale: Germania per Dead House ur di Gregor Schneider
- Premio speciale per un giovane artista:
  - Federico Herrero (Costa Rica)
  - Anri Sala (Albania)
  - John Pilson (Stati Uniti)
  - Al-53167 (Guatemala)
- Premio Fondazione Panathlon "Domenico Chiesa": Urs Lüthi

## Pubblicazioni
- Harald Szeemann e Cecilia Liveriero Lavelli (a cura di), 49. Esposizione Internazionale d'Arte: Platea dell'Umanità - Plateau of Humankind - Plateau der Menschheit - Plateau de L'Humanité, Milano, Electa, 2001, ISBN 978-88-435-9527-3.
- Harald Szeemann e Cecilia Liveriero Lavelli (a cura di), 49. Esposizione Internazionale d'Arte: Platea dell'Umanità - Plateau of Humankind - Plateau der Menschheit - Plateau de L'Humanité - Guida, Milano, Electa, 2001.